# Cave Johnson (homme politique)
Cave Johnson, né le 11 janvier 1793 dans le comté de Robertson au Tennessee et mort le 23 novembre 1866 à Clarksville, dans ce même État, est un homme politique américain. Membre du Parti démocrate, il fut Postmaster General des États-Unis entre 1845 et 1849 dans l'administration du président James K. Polk.

## Biographie
Cave Johnson naquit le 11 janvier 1793 dans le comté de Robertson au Tennessee. Il étudia le droit à l'université Cumberland, servit sous les ordres d'Andrew Jackson lors de la guerre contre les Creeks de 1813 à 1814 et fut admis au barreau la même année. Devenu procureur du comté de Montgomery, il fut élu représentant au Congrès le 4 mars 1829. Il échoua néanmoins à se faire réélire en 1836 et son mandat prit fin le 3 mars 1837. Deux ans plus tard, il fut de nouveau élu et siégea dans divers comités à la Chambre. 
Durant ses années au Congrès, il se lia d'amitié avec son compatriote James K. Polk et contribua à son élection comme président de la Chambre des représentants. Il joua également un rôle important pendant l'élection présidentielle de 1844 en dirigeant la campagne de Polk. Celui-ci fut élu et proposa à Johnson d'intégrer le cabinet en qualité de Postmaster General. Johnson n'avait aucune compétence particulière pour ce poste mais Polk estimait que son expérience et son intégrité seraient utiles au sein du cabinet, et il prêta serment le 5 mars 1845. 
Sous la présidence de Polk, Johnson fut à l'origine de la mise en circulation du timbre postal aux États-Unis. En effet, l'augmentation du volume des correspondances pénalisait fortement le service des postes dont les agents n'étaient rétribués qu'à la réception du courrier, ce qui faisait qu'ils ne gagnaient rien lorsque le destinataire était introuvable. Avec le timbre postal prépayé, l'administration était désormais rémunérée en toute circonstance. Johnson congédia par ailleurs les fonctionnaires whigs, les remplaça par des fonctionnaires démocrates (principe du spoils system ou « système des dépouilles ») et recruta de nouveaux employés, 13 500 en tout. Sur le plan politique, il fut un proche conseiller de Polk et se rangeait presque systématiquement à l'avis de ce dernier lors des réunions de cabinet. Son amitié avec le président restait intacte et les deux hommes se promenaient souvent ensemble. Son mandat prit fin le 5 mars 1849.
Après le départ de Polk de la Maison-Blanche, Johnson devint président de la Banque du Tennessee de 1854 à 1860. Il soutint la candidature de James Buchanan à l'élection présidentielle de 1856 et s'opposa dans un premier temps à la sécession, avant de se rallier finalement aux États confédérés. Les républicains s'étant opposés à ce qu'il vienne siéger dans l'enceinte de la cour sénatoriale du Tennessee, il se retira à Clarksville où il mourut le 23 novembre 1866, peu après la fin de la guerre de Sécession. 